# Acantharachne
Acantharachne Tullgren, 1910 è un genere di ragni appartenente alla famiglia Araneidae.

## Etimologia
Il nome deriva dal greco ᾶκανθα, àkantha, cioè spina e ἁράχνη, aràchne, cioè ragno, per la presenza di processi spinali sull'opistosoma.

## Distribuzione
Le otto specie oggi note di questo genere sono state reperite in Africa centrale, Africa orientale e Madagascar: ben quattro specie sono state rinvenute in Congo.

## Tassonomia
In un lavoro del 1929, l'aracnologo Strand ritenne opportuno ridenominare questo genere in Acantharanea Strand, 1929, per ovviare ad un'omonimia con un genere di echinodermi. Controlli successivi hanno reso inutile questa ridenominazione in quanto il genere di echinodermi ofiuroidi è Acantharachna Smith, 1878: una grafia diversa, seppure di poco, da questo genere.
Dal 2000 non sono stati esaminati esemplari di questo genere.
A marzo 2014, si compone di otto specie:
- Acantharachne cornuta Tullgren, 1910[2] — Africa orientale
- Acantharachne giltayi Lessert, 1938 — Congo, Madagascar
- Acantharachne lesserti Giltay, 1930 — Congo
- Acantharachne madecassa Emerit, 2000 — Madagascar
- Acantharachne milloti Emerit, 2000 — Madagascar
- Acantharachne psyche Strand, 1913 — Africa centrale
- Acantharachne regalis Hirst, 1925 — Camerun, Congo
- Acantharachne seydeli Giltay, 1935 — Congo